# Động đất ngoài khơi Tokachi 1968
Động đất ngoài khơi Tokachi 1968 (1968年十勝沖地震 Sen-kyūhyaku-rokujūhachi-nen Tokachi-oki Jishin) là trận động đất xảy ra vào lúc 9:49 (JST), ngày 16 tháng 5 năm 1968. Trận động đất có cường độ 7.9 richter, tâm chấn độ sâu khoảng 26 km. Động đất đã gây ra sóng thần lên đến 2,7 m. Hậu quả trận động đất đã làm 52 người chết, 330 người bị thương.